# Alturas do Barroso
Alturas do Barroso é uma povoação portuguesa do Município de Boticas que foi sede da Freguesia de Alturas do Barroso, freguesia que tinha 32,77 km² de área e 399 habitantes (2011), e, por isso, uma densidade populacional de 12,2 hab/km².
A Freguesia de Alturas do Barroso foi extinta em 2013, no âmbito de uma reforma administrativa nacional, tendo sido agregada à Freguesia de Cerdedo, para formar uma nova freguesia denominada Alturas do Barroso e Cerdedo da qual é a sede.

## População
| Número de habitantes | Número de habitantes | Número de habitantes | Número de habitantes | Número de habitantes | Número de habitantes | Número de habitantes | Número de habitantes | Número de habitantes | Número de habitantes | Número de habitantes | Número de habitantes | Número de habitantes | Número de habitantes | Número de habitantes |
| -------------------- | -------------------- | -------------------- | -------------------- | -------------------- | -------------------- | -------------------- | -------------------- | -------------------- | -------------------- | -------------------- | -------------------- | -------------------- | -------------------- | -------------------- |
| 1864                 | 1878                 | 1890                 | 1900                 | 1911                 | 1920                 | 1930                 | 1940                 | 1950                 | 1960                 | 1970                 | 1981                 | 1991                 | 2001                 | 2011                 |
| 971                  | 955                  | 973                  | 973                  | 1.091                | 1.074                | 1.010                | 1.139                | 1.258                | 1.253                | 995                  | 788                  | 637                  | 444                  | 399                  |

(Obs.: Número de habitantes "residentes", ou seja, que tinham a residência oficial neste concelho à data em que os censos  se realizaram.)
| Distribuição da População por Grupos Etários em 2001 e 2011 | Distribuição da População por Grupos Etários em 2001 e 2011 | Distribuição da População por Grupos Etários em 2001 e 2011 | Distribuição da População por Grupos Etários em 2001 e 2011 | Distribuição da População por Grupos Etários em 2001 e 2011 | Distribuição da População por Grupos Etários em 2001 e 2011 | Distribuição da População por Grupos Etários em 2001 e 2011 | Distribuição da População por Grupos Etários em 2001 e 2011 | Distribuição da População por Grupos Etários em 2001 e 2011 | Distribuição da População por Grupos Etários em 2001 e 2011 |
| ----------------------------------------------------------- | ----------------------------------------------------------- | ----------------------------------------------------------- | ----------------------------------------------------------- | ----------------------------------------------------------- | ----------------------------------------------------------- | ----------------------------------------------------------- | ----------------------------------------------------------- | ----------------------------------------------------------- | ----------------------------------------------------------- |
| Idade                                                       | 0-14                                                        | 15-24                                                       | 25-64                                                       | > 65                                                        |                                                             | 0-14                                                        | 15-24                                                       | 25-64                                                       | > 65                                                        |
| 2001                                                        | 60                                                          | 52                                                          | 212                                                         | 120                                                         |                                                             | 13,5%                                                       | 11,7%                                                       | 47,7%                                                       | 27,0%                                                       |
| 2011                                                        | 44                                                          | 31                                                          | 195                                                         | 129                                                         |                                                             | 11,0%                                                       | 7,8%                                                        | 48,9%                                                       | 32,3%                                                       |

## Património
- Paróquia de Alturas do Barroso
- Capela da Atilhó ou Capela de Santa Margarida

## Tradições
No dia 20 de Janeiro, Alturas do Barroso oferece o almoço aos milhares de pessoas que por ali passam para participar na Festa de São Sebastião.
Segundo a lenda, a festa resulta de uma promessa feita pela população local que, em troca da protecção do santo contra a fome e a peste, decidiu oferecer um almoço anualmente a todos os que passassem pela região.
A ementa do almoço é feijoada, servida depois da missa em que se benze o pão, o vinho e as carnes.